# Fumihisa Yumoto
Fumihisa Yumoto (湯本史寿 Yumoto Fumihisa?) es un deportista japonés retirado que compitió en salto de esquí.

## Copa del Mundo

### Posiciones
| Temporada | General | 4H | SF  | NT  |
| --------- | ------- | -- | --- | --- |
| 2002/03   | –       | –  | N/A | –   |
| 2004/05   | 70      | –  | N/A | –   |
| 2007/08   | 58      | 63 | N/A | 45  |
| 2008/09   | 26      | 23 | –   | 36  |
| 2009/10   | 38      | 63 | –   | 37  |
| 2010/11   | 42      | –  | 43  | N/A |
| 2011/12   | 71      | –  | –   | N/A |

### Victorias individuales
| # | Temporada | Fecha                   | Ubicación | Trampolín | Tamaño |
| - | --------- | ----------------------- | --------- | --------- | ------ |
| 1 | 2008/09   | 14 de diciembre de 2008 | Pragelato | HS140     | LH     |